# 志撫子仮乗降場

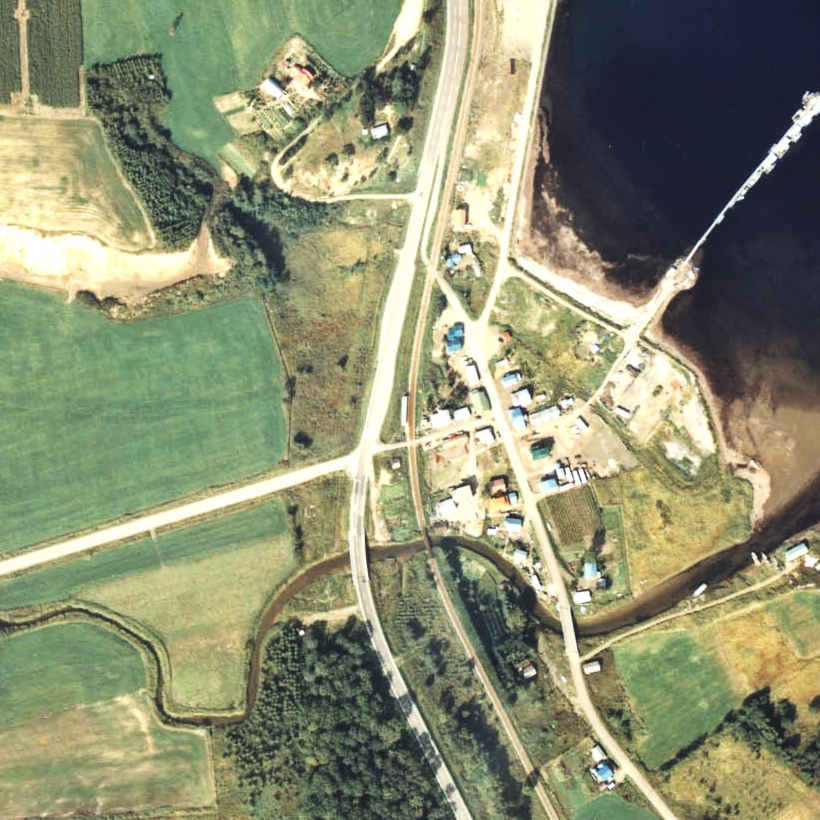
1977年の志撫子仮乗降場と周囲約500m範囲。下が網走方面。右は志撫子漁港とサロマ湖。一見幅広いホームの様に見えるが、実は同じ長さの待合室の白い屋根で、ホームはその下に殆んど隠れている。

志撫子仮乗降場（しぶしかりじょうこうじょう）は、北海道（網走支庁）紋別郡湧別町字志撫子にかつて設置されていた、日本国有鉄道（国鉄）湧網線の仮乗降場（廃駅）である。湧網線の廃線に伴い、1987年（昭和62年）3月20日に廃駅となった。
一部の普通列車は通過した（1986年（昭和61年）3月3日改正時点で、下り1本）。

## 歴史
- 1955年（昭和30年）12月25日 - 日本国有鉄道湧網線の志撫子仮乗降場（局設定）として、芭露駅 - 計呂地駅間に開業[1]。
- 1987年（昭和62年）3月20日 - 湧網線の全線廃止に伴い、営業を停止し、廃止となる[1]。

### 駅名の由来
当仮乗降場が所在した地名より。当地を流れる志撫子川のアイヌ語名「スプヌㇱ（supun-us）」（ウグイの多くいる川）に由来する。

## 駅構造
単式ホーム1面1線を有する地上駅。ホーム全長に渡り待合室と一体化した形態であった。

## 駅周辺
- 国道238号（オホーツク国道）[5]
- 志撫子川[5]
- サロマ湖[5]
- ミズバショウ群生地
- 湧別町営バス「志撫子浜」停留所

## 駅跡
2011年（平成23年）時点では更地になっていたが、切断されたレールが柵に立て掛けられていた。

## 隣の駅
日本国有鉄道
湧網線 
芭露駅 - 志撫子仮乗降場 - 計呂地駅